# 天主教卢济阿尼亚教区
天主教盧濟阿尼亞教區（拉丁語：Dioecesis Lucianiensis），是巴西一個天主教教區，包括中部戈亞斯州東部共四市。屬巴西利亞總教區。
教區成立於1989年3月29日，2004年有教友500,000人，佔轄區總人口71.4%。有十九個堂區、司鐸卅七人。現任教區主教為阿豐素·菲奧雷澤。